# Turkaromia gromenkoi
Turkaromia gromenkoi är en skalbaggsart som beskrevs av Aleksandr Sergeievich Danilevsky 2000. Turkaromia gromenkoi ingår i släktet Turkaromia och familjen långhorningar. Inga underarter finns listade i Catalogue of Life.